# Anke Kühn
Pour les articles homonymes, voir Kühn.
Anke Kühn, née le 28 février 1981 à Hanovre, est une joueuse de hockey sur gazon allemande.

## Carrière
Anke Kühn fait partie de l'équipe d'Allemagne de hockey sur gazon féminin sacrée championne olympique aux Jeux olympiques de 2004 à Athènes. Elle est aussi présente lors des Jeux olympiques de 2008 à Pékin, où l'Allemagne termine quatrième.